# The Humanity Bureau – Flucht aus New America
The Humanity Bureau – Flucht aus New America (Originaltitel The Humanity Bureau) ist ein US-amerikanisch-kanadisch-britischer Science-Fiction-Thriller von Rob W. King aus dem Jahr 2017. In der Hauptrolle ist Oscar-Preisträger Nicolas Cage zu sehen.

## Handlung
2030: Aufgrund des Klimawandels und daraus resultierenden Chaos und Anarchie, schottete sich die USA ab und schaffte die Demokratie ab. Nun herrscht im sogenannten Unrechtsstaat das Motto „Du musst mehr geben als nehmen“. Die Behörde Humanity Bureau ist für die Überwachung dieser Regel zuständig und entsendet Agenten zu Menschen, die dem Staat zur Last fallen. Können sie den Agenten allerdings dazu überzeugen, doch noch nützlich zu sein, werden sie nach New Eden deportiert zur Resozialisierung.
Noah Kross ist Agent der Humanity Bureau. Über die Jahre bei der Behörde befallen ihn Zweifel, ob es moralisch vertretbar ist, Menschen nach New Eden zu verschleppen. Als bei seinem jüngsten Einsatz die Zielperson sich vehement gegen die Auslieferung nach New Eden wehrt und von einer Wahrheit spricht und dies mit dem Leben bezahlt, beginnt ein Umdenken bei Kross. Wenig später erhält er den Auftrag Rachel Weller und ihren Sohn Lucas nach New Eden zu bringen. Kross beschließt, sich gegen seine Behörde zu stellen und die kleine Familie nach Kanada zu retten. Aufgrund seines Wissens über das Projekt New Eden und der Organisation landet Kross ebenfalls auf der Liste.
Adam Westinghouse wird damit beauftragt, sich um das Problem zu kümmern. Als Kross kurze Zeit von der Familie getrennt ist, schafft es Westinghouse Rachel als Geisel zu nehmen. Allerdings schafft es Lucas diesen ins Auge zu schießen, wodurch die Flucht gelingt. Während der Flucht nach Kanada kommt heraus, dass Rachel nicht die ist, für die sie sich ausgibt. Tatsächlich zeugte Kross mit der echten Rachel Lucas, die ihren Sohn aufgrund der Hungersnot verkaufen wollte. Dies bekam Amanda, ihre Nachbarin mit, die das verhindern wollte. Beim Streit starb Rachel und Amanda übernahm ihre Identität und zog Lucas groß.
Bevor Kross in die Gewalt von Westinghouse gerät, übergibt er Lucas als Glücksbringer eine Hasenpfote. Verfolgt von FBI-Agenten schaffen sie es, in einer angeblichen radioaktiven Zone, Schutz zu finden. Es stellt sich heraus, dass dieses Gerücht als Vorwand dient, damit Menschen nicht Richtung Norden nach Kanada flüchten. Kurz vor der kanadischen Grenze holen Westinghouse und die FBI-Agenten die drei ein. Dabei wird Rachel von ersterem erschossen. Er will Kross’ Speicherkarte, die dieser ihm schließlich übergibt. Dadurch schafft es Lucas nach Kanada zu flüchten. Die ihm folgenden Agenten werden von kanadischen Soldaten erschossen.
Als Westinghouse die Speicherkarte einliest und herausfindet, dass diese leer ist, schießt er auf Kross. Lucas in Begleitung mit den kanadischen Soldaten können die Situation lösen. Am Ende wird klar, dass sich die richtige Speicherkarte in der Hasenpfote befindet. Es beweist, dass New Eden ein Todeslager ist.

## Hintergrund

### Produktion
Die Low-Budget-Filmproduktion wurde in Oliver im kanadischen British Columbia gedreht. Das Einspielergebnis an den Kinokassen betrug 58.970 US-Dollar.
Bei den Dreharbeiten wurde auf zwei neue Filmtechniken gesetzt. Der Film wurde teilweise mit einer 360-Grad-Kamera aufgenommen, sodass es möglich ist, ihn mit passendem Equipment auch in Teilen als VR-Version zu sehen. Eine weitere Kameratechnik kam zu tragen, mit der es möglich war, ein breites Panorama-Format zu erzeugen.

### Veröffentlichung
In Schweden erschien der Film bereits am 1. Dezember 2017, in den USA und Kanada erfolgte die Erstaufführung am 6. April 2018, im Vereinigten Königreich startete der Film erst am 2. Juli 2018 in den Videoverleih. In Deutschland startete der Film am 19. April 2018 bei KSM im Videoverleih.

## Rezeption
„Fadenscheiniger Science-Fiction-Thriller, dem es nie gelingt, an der klischeehaften Story Anteil nehmen zu lassen. Das geringe Budget bewirkt einen Mangel an visueller Prägnanz, den die blassen Darsteller und schwachen Dialoge nicht auffangen können.“

„Dystopische Zukunft – das allein reicht nicht.“

Cinema schreibt außerdem, dass es sich um ein „einfallsloses Science-Fiction-Abenteuer mit viel Langeweile und einem uninspirierten Nicholas Cage“ handeln würde, dem das Blatt zudem den Titel eines „Ich spiele alles“-Fließband-Mimen zuweist.
Auf Rotten Tomatoes hat der Film bei 8 Reviews eine Bewertung von 25 % erhalten. Im Audience Score, der Zuschauerwertung derselben Seite kommt der Film gerade mal auf eine Wertung von 22 %. In der Internet Movie Database hat der Film bei fast 1.000 Stimmenabgaben eine Wertung von 4,6 von 10,0 möglichen Sternen.